# 道產子

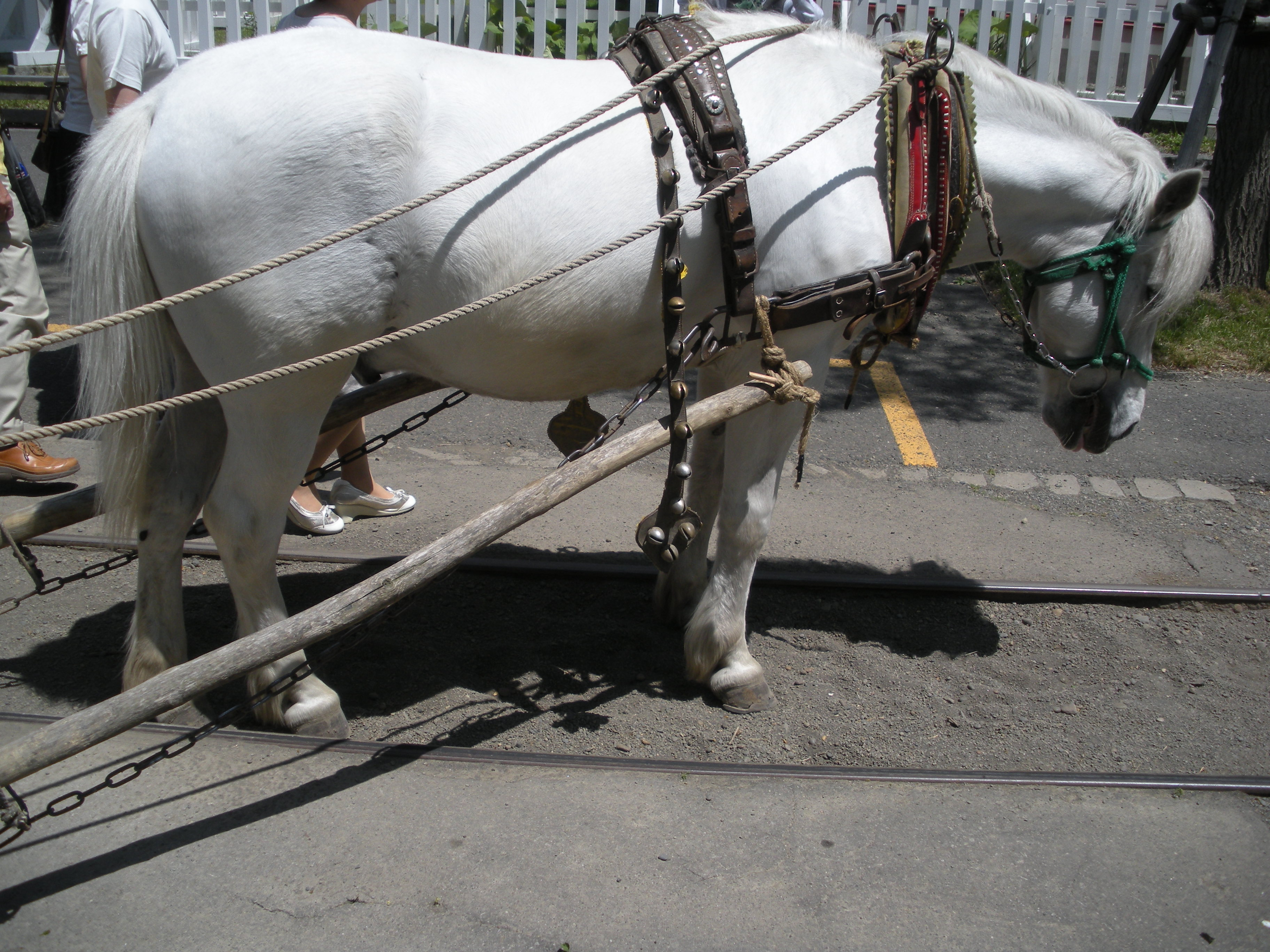

道産子(日語 : どさんこ)，被稱為北海道馬和北海道和種，是日本現存的八個本土馬（在來馬）品種之一，也是八個中唯一一個沒有嚴重瀕危的馬品種。牠源於北海道東部。體高125～135cm、體重350～400㎏。

## 歴史
北海道馬被認為是從德川時代晚期從本州東北地區帶到島上的馬匹，並被留在那裡，因當時北海道漁場逐漸被閞發，北海道馬主要用於運輸漁獲。
該品種的總數從1973年的1180頭增加到1990年代初的近3000頭，但到2000年已經下降到1950匹，因交通機械化這種馬的使用已不再普遍。
現在主要用於流鏑馬儀式和供傷殘人士騎乘。
北海道大學獲得一筆贈款，用於研究該品種的保護措施。